# Nikolaï Ivanov (astronome)
Pour les articles homonymes, voir Nikolaï Ivanov (homonymie).
Nikolaï Ivanov (Николай Иванов) est un astronome soviétique/russe. Le Centre des planètes mineures lui crédite la découverte de trois astéroïdes en 1927, dans tous les cas en collaboration avec Sergueï Beliavski.
| (1086) Nata     | 25 août 1927 |
| (1118) Hanskya  | 29 août 1927 |
| (1224) Fantasia | 29 août 1927 |